# Nintendocore
Nintendocore (ook wel Nintendo rock of video rock genoemd) is een muzikaal subgenre geïnspireerd op metalcore, chiptune en instrumenten gebruikt in videospelmuziek. Deze werden het meest gebruikt in spelletjes voor het Nintendo Entertainment System (NES). Hierbij valt te denken aan spelletjes als Tetris, Super Mario Bros., Pac-Man en Zelda. Nintendocore is 8-bits muziek gecombineerd met andere muziekgenres of geremixte versies van oude NES-videogame-soundtracks.
Nintendocore werd geïntroduceerd door de metalcoreband Horse the Band uit Californië, die hun muziek voor de aardigheid aanduidde als Nintendocore. Andere bands die dit genre vertegenwoordigen zijn Minibosses en The Advantage.